# 穆觀
宜都文成王穆觀（?—423年），字闥拔，中國南北朝時期北魏宜都丁公穆崇之子、零陵侯穆遂留之弟、西海王穆翰及建安康王穆顗之兄。兄弟皆為北魏大官。
穆觀襲穆崇之爵位。年少時以文藝知名，入選充當內侍，道武帝器重他。明元帝即位後，封為左衛將軍，綰門下中書，出納詔命。問及舊事，未曾有所遺漏，明元帝甚為驚奇。娶宜陽公主為妻，拜駙馬都尉，稍後再遷太尉。太武帝作為監國之時，穆觀出任右弼，出則統攝朝政，入則應對左右，事無巨細，皆由他把關作決定。終日難辨他慍喜之色，為人勤勞謙讓善誘，不以富貴驕人。泰常八年（423年），得到急病而薨於苑內，當時只有三十五歲。明元帝親臨其喪，悲慟左右。賜以通身隱起金飾棺，喪禮依循安城王叔孫俊故事。贈宜都王，諡以「文成」為諡號。太武帝即位，每與群臣飲宴暢談時， 未嘗不歎惜穆觀之殷勤，認為自穆觀死後，佐命勳臣而文武兼濟的無一能與他相比，可見對他稱讚有加。
子穆壽襲其爵位。其後人如穆壽、穆羆、穆亮、穆紹等皆為北魏大官。